# Джордан, Бернадетт
Бернадетт Джордан (англ. Bernadette Jordan; род. 7 апреля 1963) — канадский политик, член Либеральной партии Канады. Член Палаты общин Канады от избирательного округа Новая Шотландия. С ноября 2019 по октябрь 2021 года занимала пост министра рыбного хозяйства, океанов и береговой охраны Канады.

## Биография
Бернадетт Джордан родилась в Монреале в 1963 году. В 1984 году окончила Университет Святого Франциска Ксаверия со степенью бакалавра искусств в области политических наук. С 2006 по 2014 год Джордан была сотрудником в Фонде медицинских услуг Южного берега.
На федеральных выборах 2015 года Джордан как кандидат от Либеральной партии набрала 56 % голосов, в то же время кандидат от Консервативной партии получил 22 % голосов. С января по ноябрь 2019 года занимала пост министра экономического развития сельских территорий Канады. Затем премьер-министр Канады Джастин Трюдо назначил Джордан министром рыбного хозяйства, океанов и береговой охраны Канады.
На федеральных выборах 2021 года потерпела поражения от консерватора Рика Перкинса.
26 октября 2021 года был приведён к присяге новый состав правительства Трюдо, в котором Джордан не получила никакого назначения, а её министерский портфель перешёл к Джойс Мюррей

## Семья
Джордан замужем, у неё и её мужа Дэйва трое детей.